# Cantó de La Chapelle-de-Guinchay
El cantó de La Chapelle-de-Guinchay és un cantó francès del departament de Saona i Loira, situat al districte de Mâcon. Té 11 municipis i el cap és La Chapelle-de-Guinchay.

## Municipis
- Chaintré
- Chânes
- La Chapelle-de-Guinchay
- Chasselas
- Crêches-sur-Saône
- Leynes
- Pruzilly
- Romanèche-Thorins
- Saint-Amour-Bellevue
- Saint-Symphorien-d'Ancelles
- Saint-Vérand

## Història
| Data d'elecció                           | Identitat      | Partit               | Qualitat |
| ---------------------------------------- | -------------- | -------------------- | -------- |
| 1945-1982                                | Jules Pinsard  | radical, després MRG |          |
| 1982-1994                                | Marcel Gros    | UDF                  |          |
| 1994-                                    | Daniel Juvanon | UDF, després UMP     |          |
| les dades anteriors no són pas conegudes |                |                      |          |
|                                          |                |                      |          |

## Demografia
| A partir de 1990: Població sense dobles comptes |